# London EV Company
London EV Company Limited (LEVC), раніше The London Taxi Corporation Limited є британським виробником автомобілів зі штаб-квартирою в Ansty Park поблизу Ковентрі, Англія. 
Це дочірня компанія, що повністю належить китайському автовиробнику Geely. Компанія виробляє знамениті лондонські чорні таксі.

## Історія
Участь Geely у британському виробництві таксі почалася в 2006 році, коли вона співпрацювала з попередником, The London Taxi Company, і її материнською компанією Manganese Bronze Holdings, у створенні спільного підприємства з виробництва таксі в Китаї.   У 2008 році компанія Geely розглядала можливість переробити лондонські чорні таксі на електромобілі.  У 2009 році Geely купила акції Manganese Bronze Holdings. 
У 2012 році Manganese Bronze Holdings увійшла в тимчасову адміністрацію через брак фінансування.   У 2013 році Geely врятувала частину бізнесу та створила власну компанію з виробництва таксі під назвою The London Taxi Corporation Limited. 
Спільне підприємство, Shanghai LTI Automobile Components Co Ltd, виготовило TX4, ліцензований London Black Cab,  у Фенцзіні, Шанхай,  та експортує напівкомплекти для збирання у Великобританії. 
З 2014 року Geely інвестувала 480 мільйонів фунтів стерлінгів у LEVC для розробки нового таксі. Значна частина проектування виконується компанією China Euro Vehicle Technology, дочірньою компанією Geely, розташованою в Гетеборзі, Швеція.  У березні 2015 року компанія LEVC оголосила про будівництво нової фабрики та офісів в Ansty Park, на північний схід від Ковентрі, вартістю 90 мільйонів фунтів стерлінгів, що створить 1000 робочих місць.    Geely сподівався виробляти 36 000 автомобілів на рік. 
У 2017 році компанія представила нове електричне таксі LEVC TX і оголосила про свої наміри почати виробництво електричних комерційних транспортних засобів на додаток до таксі. 

## Моделі

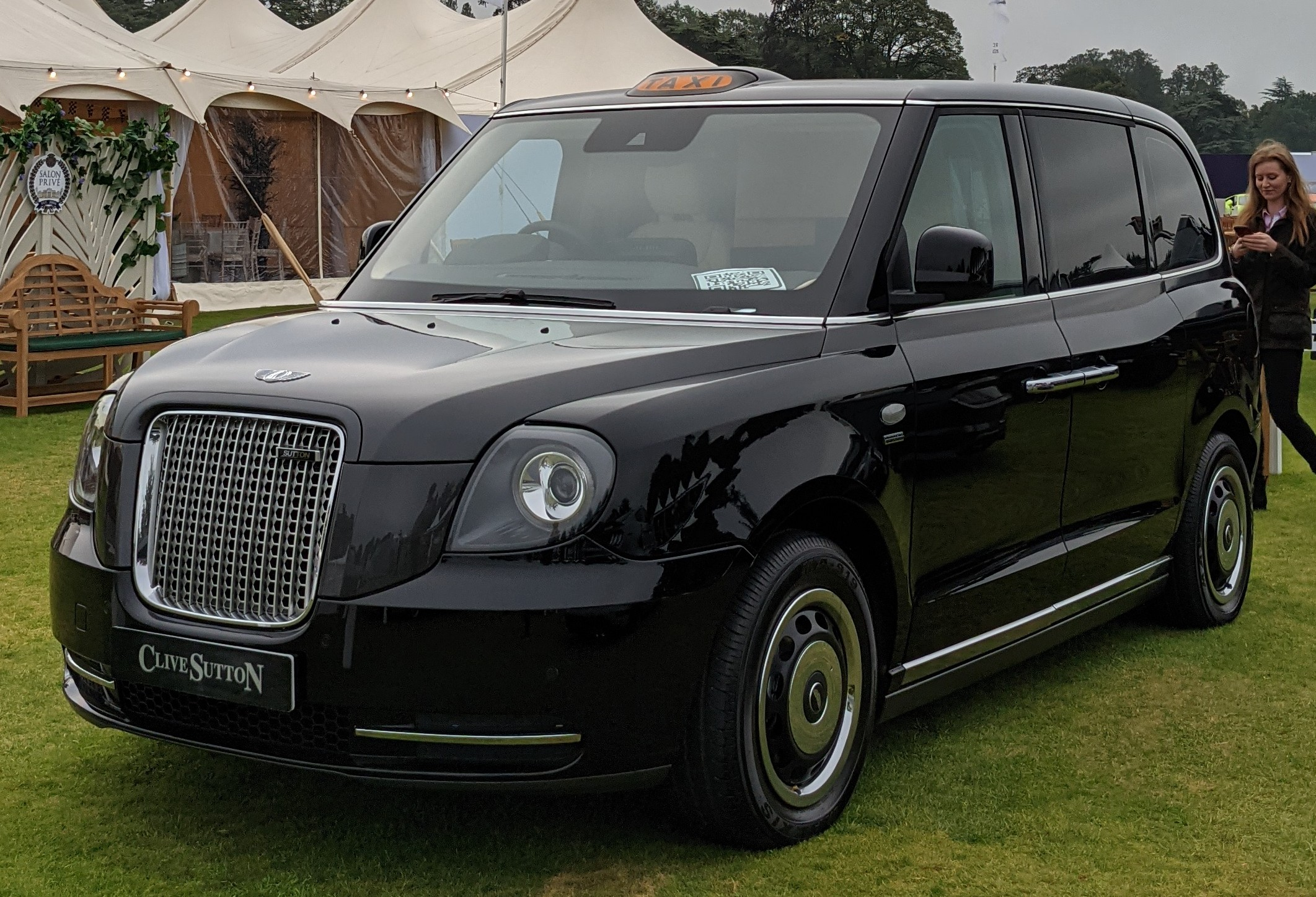
LEVC TX
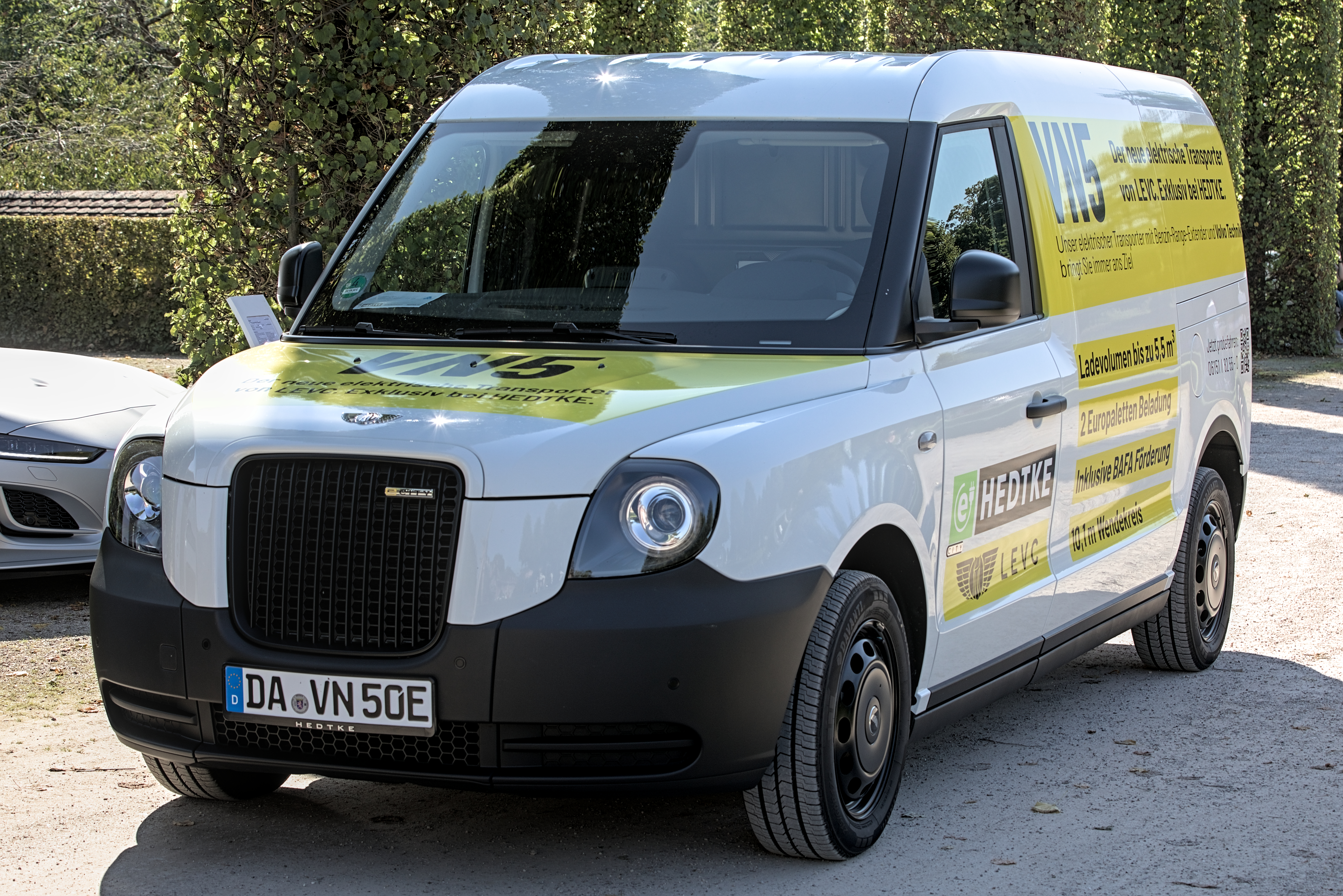
LEVC VN5
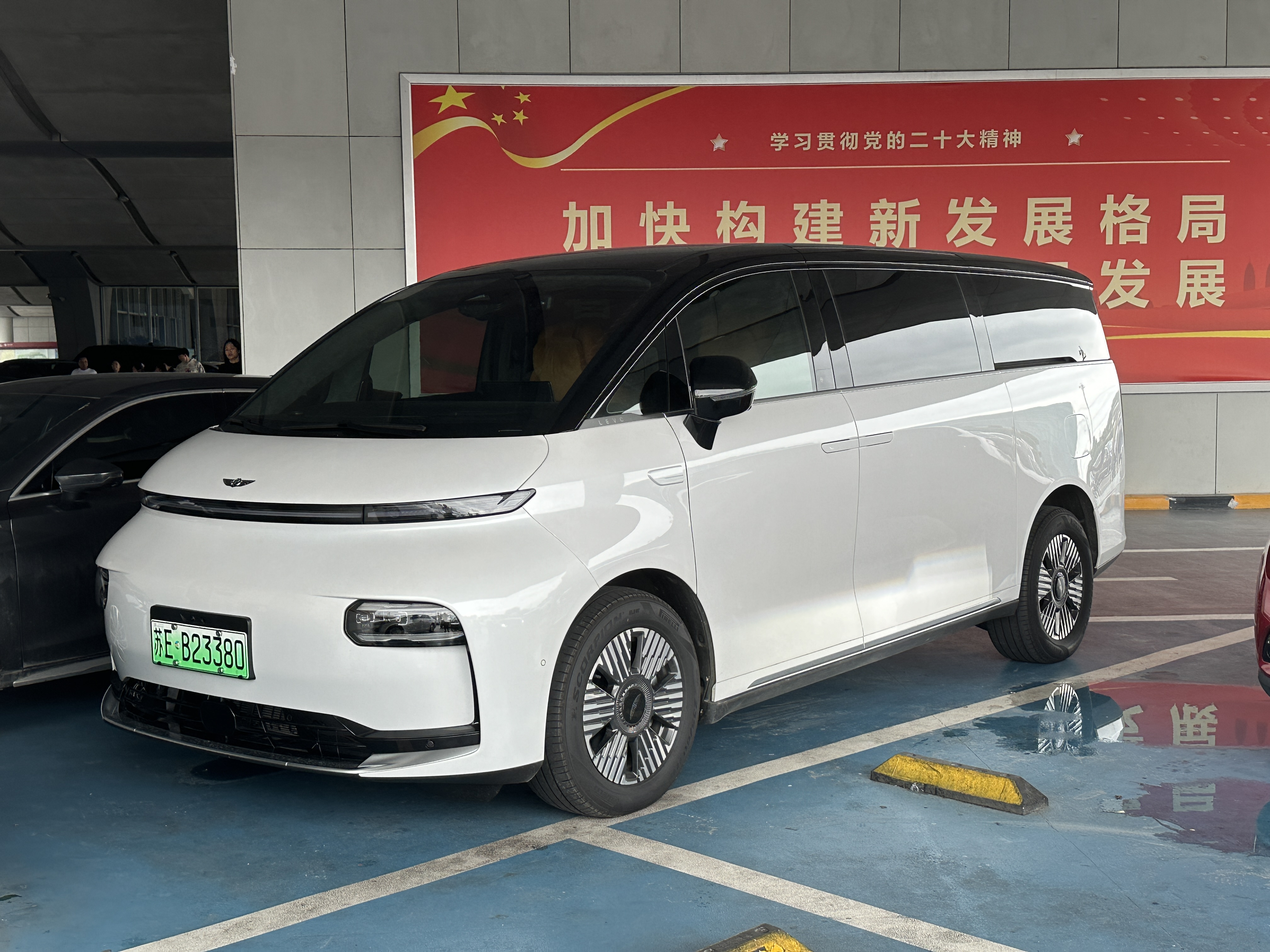
LEVC L380